# Tomoyasu Mimura
Tomoyasu Mimura (三村智保?, Mimura Tomoyasu,; Kitakyūshū, 4 luglio 1969) è un goista giapponese.

## Biografia
Allievo di Hideyuki Fujisawa è diventato a sua volta professionista nel 1986. Nel 2000 ha raggiunto il grado massimo di 9º dan. Risiede a Chiba ed è sposato con Taeko Makihata.

## Titoli
| Nazionali                     | Nazionali      | Nazionali |
| Tornei                        | Vittorie       | Finalista |
| ----------------------------- | -------------- | --------- |
| Shinjin-O                     | 2 (1994, 1995) | 1 (1993)  |
| NHK Cup                       | 1 (2003)       |           |
| Shin-Ei                       | 1 (1999)       | 1 (1996)  |
| NEC Cup                       |                | 1 (2004)  |
| NEC Shun-Ei                   |                | 1 (1994)  |
| JAL Super Hayago Championship |                | 1 (2004)  |
| Asian TV Cup                  |                | 1 (2003)  |
| Totale in carriera            |                |           |
| Totale                        | 4              | 6         |

| Controllo di autorità | VIAF (EN) 257632942 · ISNI (EN) 0000 0003 7921 6121 · NDL (EN, JA) 00969151 |